# Železniční trať Tel Aviv – Beer Ševa

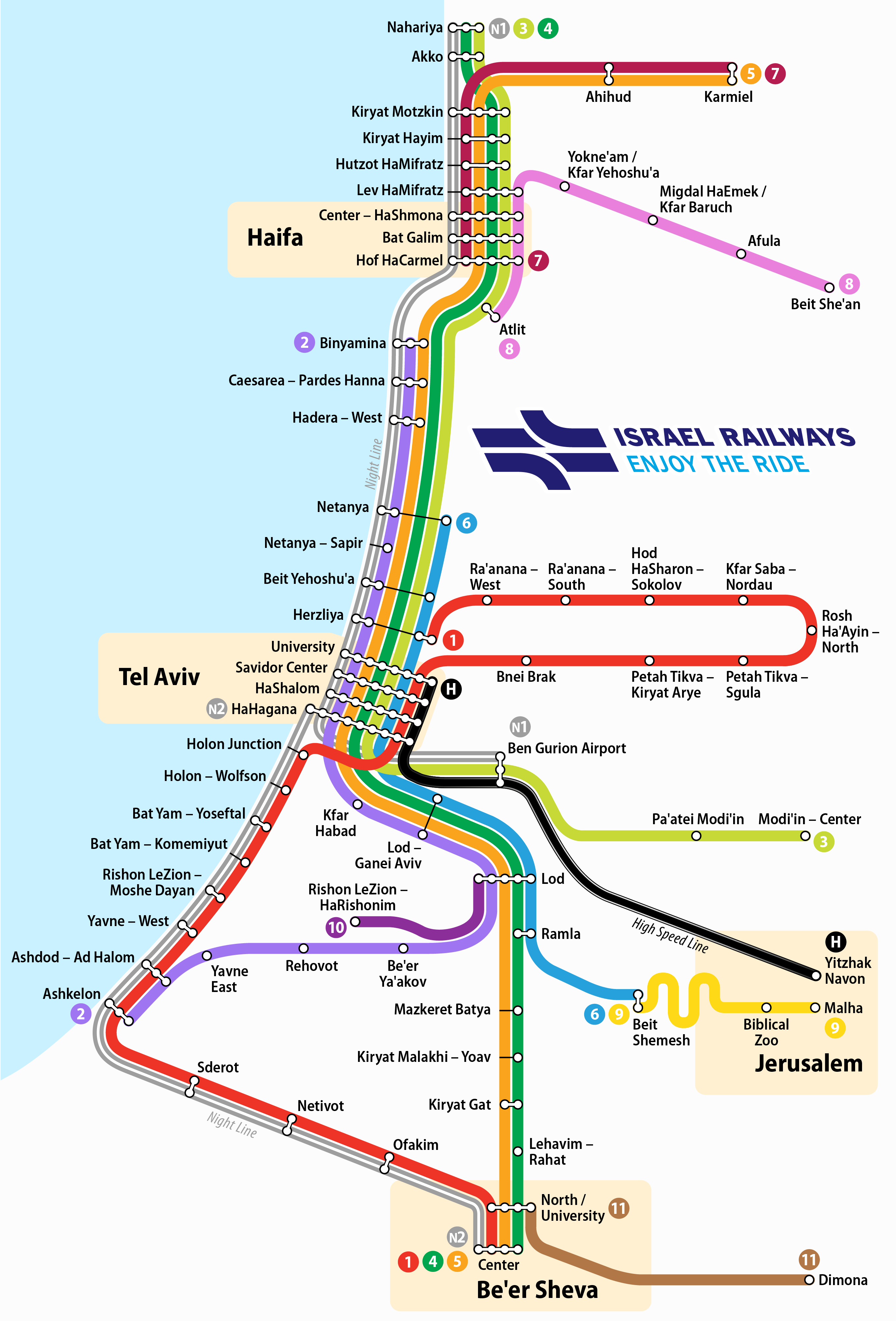
Schéma linkového vedení izraelských drah roku 2018, trať z Tel Avivu do Beerševy znázorňuje dolní část tmavě zelené a oranžové linie.

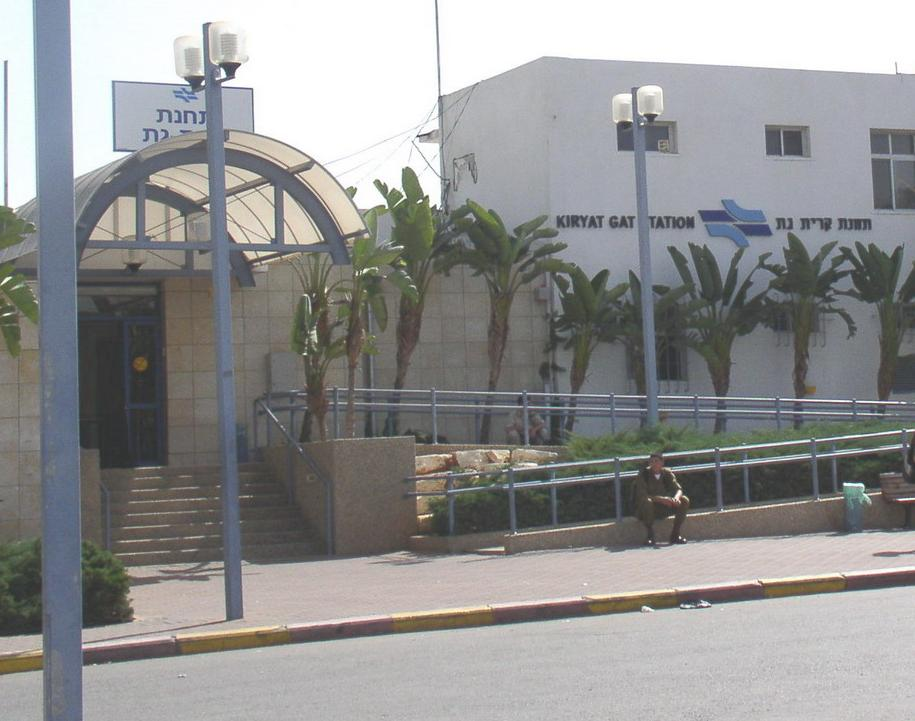
Železniční stanice Kirjat Gat

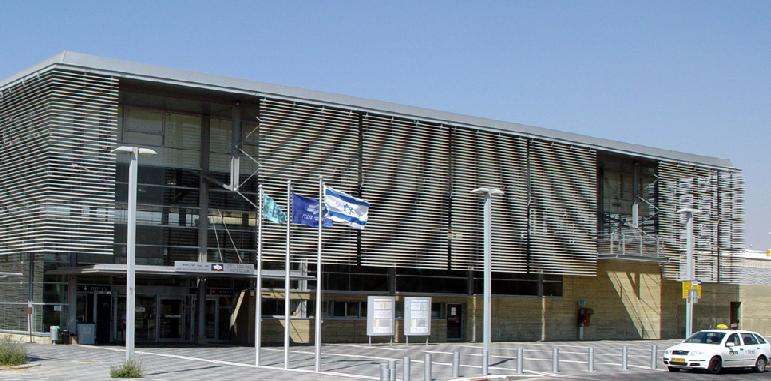
železniční stanice Be'er Ševa cafon

Železniční trať Tel Aviv – Beer Ševa nebo jen železniční trať do Beer Ševy (hebrejsky מסילת הרכבת לבאר שבע‎, mesilat ha-rakevet le-Be'er Ševa, též nazýváno mesilat ha-Darom, מסילת הדרום‎, jižní trať) je železniční trať v Izraeli, která vede z Tel Avivu na jih státu, do města Beer Ševa, respektive ještě dál, do města Dimona (fakticky samostatná železniční trať Beer Ševa – Dimona)

## Dějiny
V roce 1915 za první světové války tehdejší turecká správa Palestiny dokončila narychlo budovanou a vojenskými účely motivovanou železniční trať, která probíhala z města Afula, přes Túlkarim, Lod až do Beerševy, zahrnuje v sobě z velké části i dnešní takzvanou Východní železniční trať a využila zčásti i již od konce 19. století existující železniční trať Tel Aviv – Jeruzalém. Později byla utlumována. Za britského mandátu byla totiž jako hlavní vlaková spojnice směrem na jih a do Egypta zvolena trať blíže pobřeží (dnes zhruba železniční trať Tel Aviv-Aškelon). Ještě na mapě z roku 1946 je ale v trase původní turecké železnice od Lodu (respektive od odbočky z železniční tratě Tel Aviv – Jeruzalém jižně od Lodu) přes prostor dnešního Kirjat Gat (tehdy arabská obec al-Faludža) až k Beerševě zakreslena trasa zaniklé turecké trati s dochovanými zbytky kolejového svršku (označované na mapě jako Old Railway Tracks). Na rozdíl od dnešní tratě vedla v jižním úseku poněkud odlišnou trasou a k Beerševě se přibližovala od severozápadu, zatímco současná trať ze severu.
Osobní přeprava do Beerševy byla zahájena na úseku od vesnice Na'an (místo odbočení této trati z trati Tel Aviv-Jeruzalém) v roce 1956. V roce 1965 byla prodloužena o úsek do města Dimona. V roce 1970 pak ještě přibyl úsek Dimona-Oron a roku 1971 vlečka do lokality Cefa. Šlo o dopravní obsluhu zdejších továren v poušti a u Mrtvého moře. Roku 1977 byla trať rozšířena do Nachal Cin hluboko v Negevské poušti. V roce 1979 ale pro malé využití byla na několik let přerušena osobní vlaková doprava do měst Kirjat Gat, Beerševa a Dimona a trať sloužila jen pro nákladní přepravu. V roce 1982 byla zprovozněna jako odbočka železniční trať Kirjat Gat – Aškelon, určená převážně jako tepna pro přepravu nerostů z Negevské pouště do ašdodského přístavu. V 90. letech 20. století byla osobní přeprava cestujících z Tel Avivu do Beerševy obnovena. V roce 2004 také vyrostla průmyslová vlečka z Beerševy do průmyslové zóny Ramat Chovav. Postupně dochází mezi Tel Avivem a Beerševou k rekonstrukci a výstavbě nových stanic.

## Seznam stanic
V současnosti jsou na železniční trati Tel Aviv-Beerševa následující stanice:
- železniční stanice Tel Aviv Savidor Merkaz
- železniční stanice Tel Aviv ha-Šalom
- železniční stanice Tel Aviv ha-Hagana

odbočuje železniční trať Tel Aviv - Rišon le-Cijon Moše Dajan
- železniční stanice Kfar Chabad
- železniční stanice Lod Ganej Aviv
- železniční stanice Lod
- železniční stanice Ramla
- železniční stanice Kirjat Gat
- železniční stanice Lehavim-Rahat
- železniční stanice Be'er Ševa cafon
- železniční stanice Be'er Ševa merkaz

+ mezi posledními dvěma stanicemi vybíhá odbočka do
- železniční stanice Dimona – fakticky samostatná železniční trať Beerševa-Dimona s průmyslovými vlečkami v poušti

Poznámka: uvedený seznam zachycuje jen fyzickou posloupnost stanic na trase mezi Tel Avivem a Beerševou bez ohledu na faktické pojíždění jednotlivých spojů